# Emmerich am Rhein
Emmerich am Rhein (in kleverlands e olandese Emmerik) è una città di 30 854 abitanti della Renania Settentrionale-Vestfalia, in Germania.
Appartiene al circondario di Kleve (targa KLE, GEL).
Emmerich si fregia del titolo di "Media città di circondario" (Mittlere kreisangehörige Stadt).

## Geografia fisica
La città confina con la città olandese di Lobith. Il confine passa per una vecchia lunga piega del fiume Reno: Oude Rijn (Vecchio Reno).

## Geografia antropica

### Suddivisioni amministrative
Emmerich si divide in 8 zone, corrispondenti all'area urbana e a 7 frazioni (Ortsteil):
- Emmerich (area urbana)
- Borghees
- Dornick
- Elten
- Hüthum
- Klein-Netterden
- Praest
- Vrasselt

Fonte:

## Amministrazione

### Gemellaggi
- King's Lynn, dal 1978
- Šilutė, dal 1990
- Kirkland (Washington), dal 1995

Fonte: